# Varhanní skříň

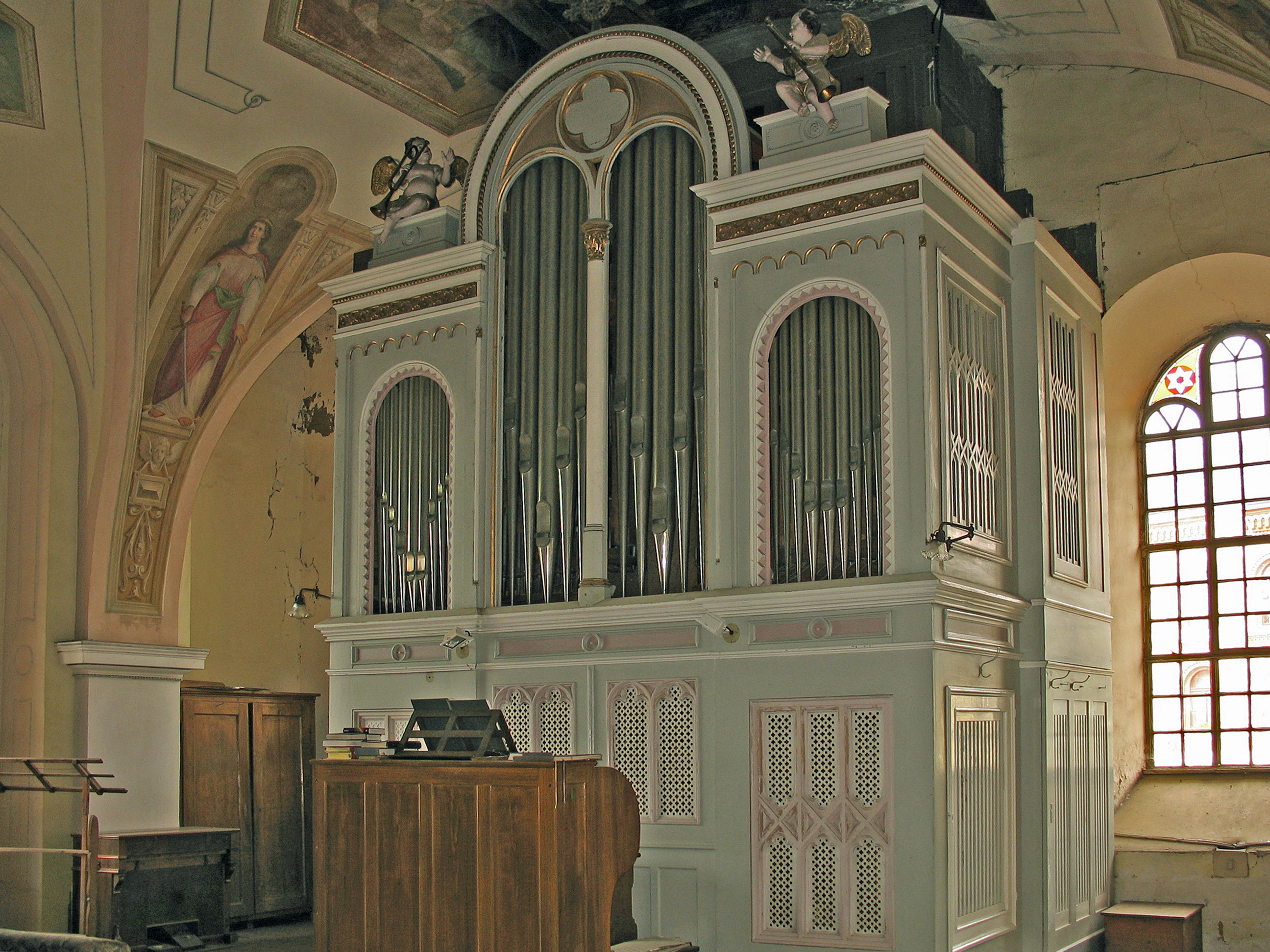
Varhany s jednou skříní

Varhanní skříň je součást varhan, v níž jsou uloženy píšťaly.

## Podoba

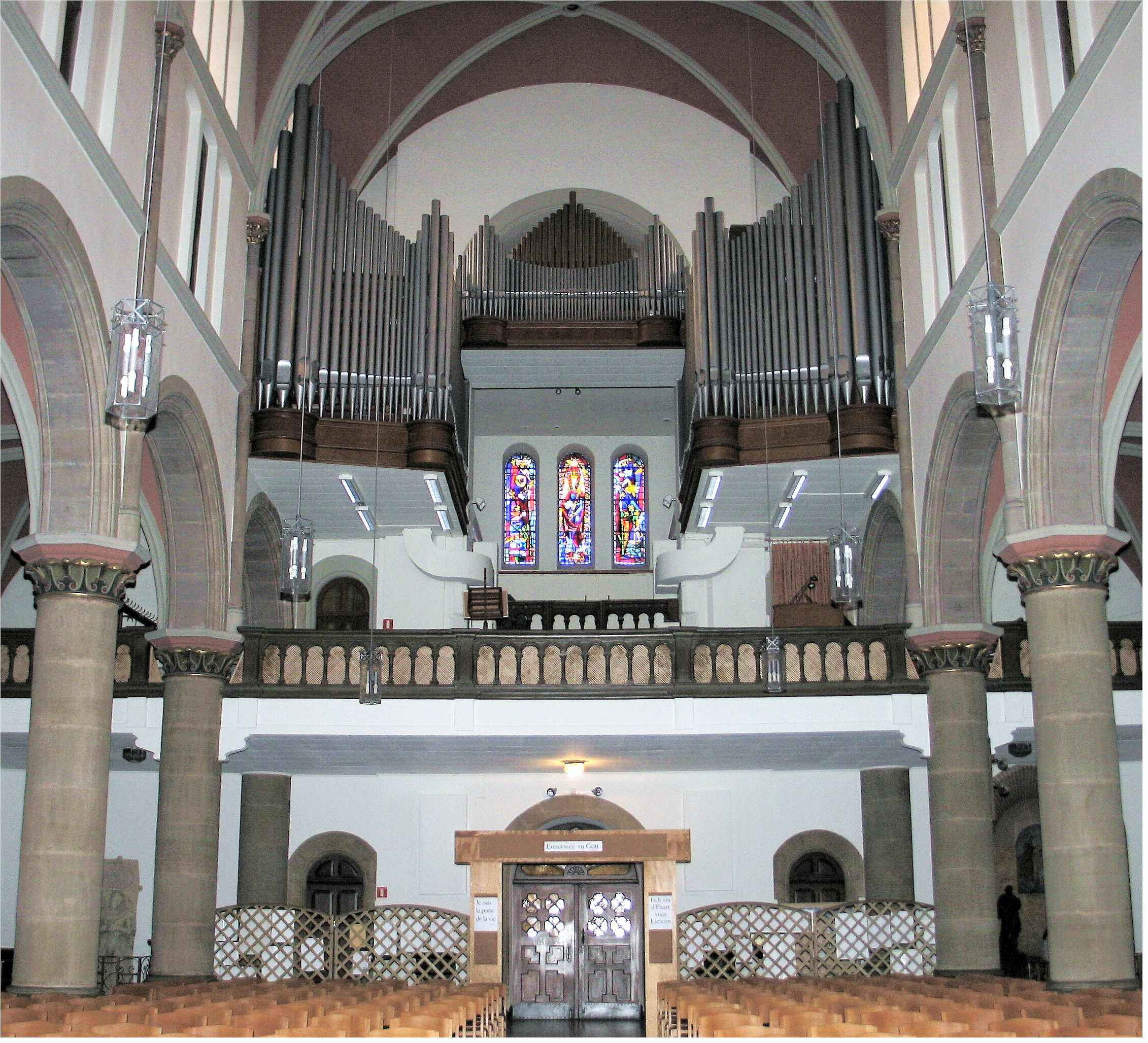
Varhany mohou mít i více skříní (strojů)

Varhanní skříň je z celého nástroje vidět nejvíce. Menší varhany mají většinou jen jednu skříň, větší nástroje se mohou skládat z vyššího počtu skříní. Přední viditelná část varhan, ve které jsou zpravidla umístěny kovové píšťaly, se nazývá prospekt. A uvnitř skříně jsou další skupiny píšťal, které můžeme vidět pouze zevnitř. Před varhanní skříní se často objevuje hrací stůl (místo odkud jsou varhany ovládány).
V každé skříni se nacházejí určité varhanní stroje, např. žaluziový stroj.
V prospektu varhanní skříně mohou být umístěny píšťaly rejstříku principál (jeden ze základních rejstříků), někdy prospekt nese horizontální trompety (píšťaly jsou ve vodorovné poloze a jsou na konci rozšířeny).